# 百科全書

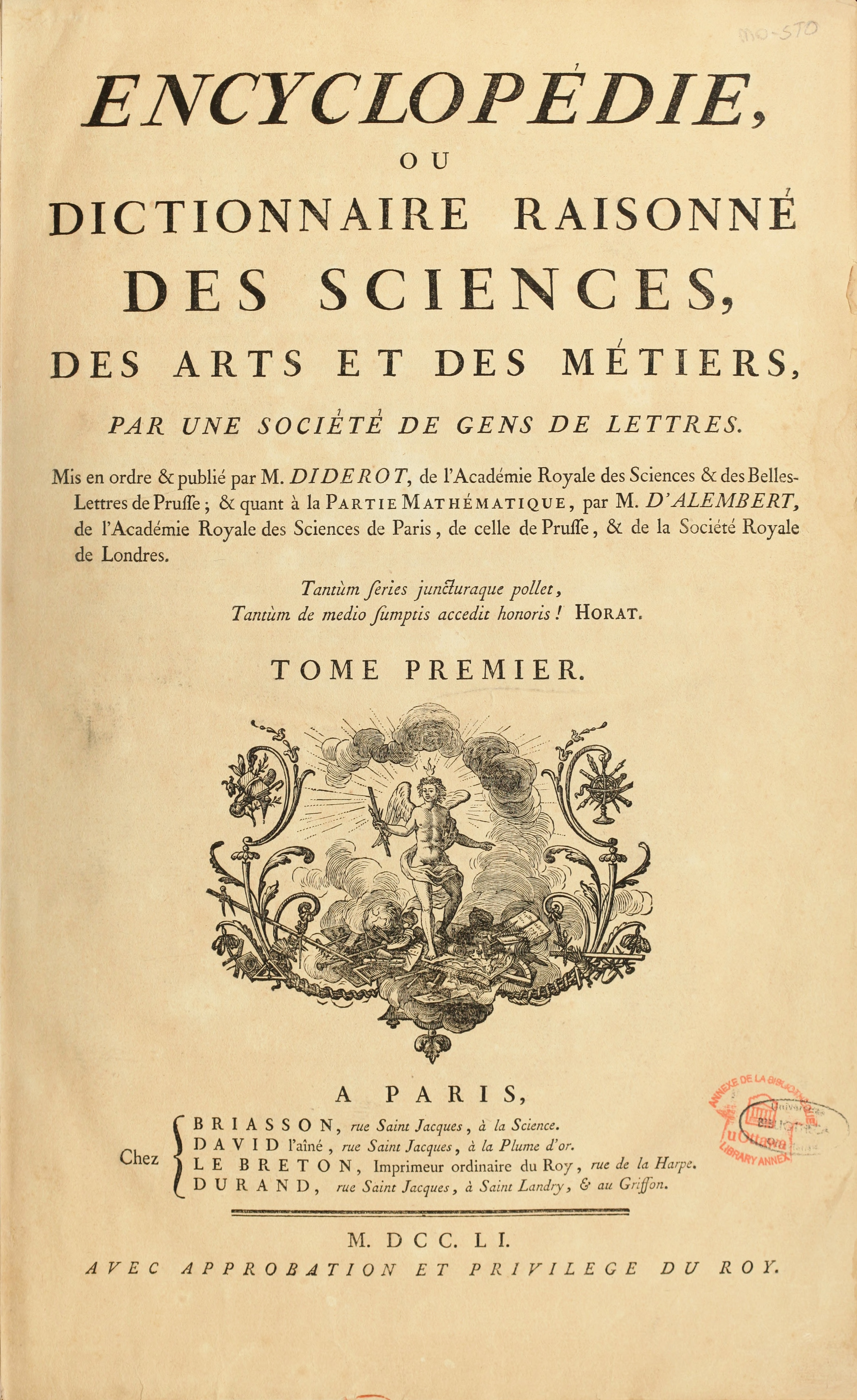
百科全書の表紙

『百科全書』（ひゃっかぜんしょ、仏: Encyclopédie, アンシクロペディ）は、フランスの啓蒙思想家ディドロとダランベールら「百科全書派」が中心となって編集し、1751年から1772年まで20年以上かけて完成した大規模な百科事典。正式名称は、『百科全書、あるいは科学、技術と工芸の理論的辞書』（仏: Encyclopédie, ou Dictionnaire raisonné des sciences, des arts et des métiers）。

## 概説

### 歴史
『百科全書』の出版は、イギリスのイーフレイム・チェンバーズによる『サイクロペディア』（英: Cyclopaedia、1728年）に刺激され、企画された。当初この企画は、『サイクロペディア』に目をつけたフランス在住のイギリス人ジョン・ミルズが、フランス語への翻訳を、パリの王室公認の出版業者であるアンドレ・ル・ブルトンのところへ持ち込んだことから始まった。ミルズとその助手はフランス国内の出版法を知らなかったため、フランス人であるル・ブルトンへ相談したのだが、ル・ブルトンが王室発行の出版特認を自分のみの名前で取得したことから、ミルズとル・ブルトンの間で裁判沙汰がしばらく続き、その間に取得した特認は失効してしまう。
ミルズらとの裁判が一段落した後、1745年5月には、『百科全書』の原型は『百科全書、あるいは技術と科学の普遍的辞書』（仏: Encyclopédie ou dictionnaire universel des arts et des sciences）として告知文が出され、チェンバースの『サイクロペディア』内の記述の誤りを正し、新たに発見された項目を追加する役割のみの編集者として、フランス科学アカデミーの地学部門会員であるジャン＝ポール・ド・グワ・ド・マルヴが任命された。しかし、マルヴは全体的な改訂とそのために大勢の編集助手・執筆者を参加させることを提案した。その中に当時ほぼ無名だったディドロやダランベールも含まれていたが、ル・ブルトンは費用がかかりすぎることと、執筆者の知名度が低過ぎることを理由に強硬に反対を続ける。
編集作業が開始されてからマルヴは口論に疲れ果て、編集長を辞任してしまう。そのため、ル・ブルトンは編集長にディドロを任命したが、ディドロは再度、もっと包括的で翻訳ではなく、自分たちが執筆した『百科全書』を出版するようル・ブルトンらを説得した。ル・ブルトンは合意し、ディドロは知人であり、当時はるかに名声の高かったダランベールに共同編集者を依頼する。
ダランベールが執筆した『序論』によれば、これは、「技術と学問のあらゆる領域にわたって参照されうるような、そしてただ自分自身のためにのみ自学する人々を啓蒙すると同時に他人の教育のために働く勇気を感じている人々を手引きするのにも役立つような」事典であった。当時の技術的・科学的な知識の最先端を集めたこの書物は、古い世界観をうち破り、合理的で自由な考え方を人々にもたらすのに大きく貢献した。しかし企画段階から体制側との緊張関係の中で刊行された『百科全書』は、そこに記された思想によって意味を持つだけでなく、その刊行自体が一つの政治的な意味を持っており、18世紀のフランス啓蒙思想が成し遂げた成果といえる。
総執筆者は184人で、最年長のファルコネは1671年生まれ、最年少のモルレは1819年に亡くなっている。『百科全書』の執筆に参加した人々は通常「百科全書派」と呼ばれており、そのなかにはヴォルテール、モンテスキュー、ルソーなども含まれるが、むしろ必ずしも有名ではない知識人がその大半を占める。『百科全書』の意義は、そうした大規模な知識人の結集・共同作業を実現した点にもある。ただし共同作業であるための困難もあり、1757年にダランベールが「ジュネーヴ」の項を執筆すると、ルソーらがそれに異議を唱えて協力を拒否し、ダランベールおよびそれに同調したヴォルテールも執筆をやめてしまった。
それに追い討ちをかけるように、エルヴェシウス『精神論』出版許可取り消しおよび焚書処分のあおりを受けて、1759年には、『百科全書』の出版許可そのものが取り消された。しかし、ディドロは、出版統制局長マルゼルブの黙認とドルバックらの協力のもと、非合法的に編集作業を続けた。『百科全書』の刊行が再開されるのは1765年のことである。

ポンパドゥール夫人(モーリス・カンタン・ド・ラ・トゥール、1755年、ルーヴル美術館蔵)

モーリス・カンタン・ド・ラ・トゥールによる『ポンパドゥール夫人肖像画』に描かれた夫人の左手の先にある大判の書物は百科全書の1巻であることが知られており、ルイ15世の公妾であった夫人の肖像画に書き込まれるということは、夫人が百科全書の出版を公に保護していることを意味している。

### 発行部数
初版の発行部数は4250部。当時としては大成功であり、フランス国外でも好評であった。中心となった予約購買者は新興のブルジョワ階級で、これはフランス革命の推進派とも一致している。

### 巻数・項目数
『百科全書』は1751年から1772年までに全28巻（本文17巻、図版11巻、その後補巻・索引が作られた）が刊行され、シュワブらによる研究（Inventory of Diderot's Encyclopédie, In Studies on Voltaire and the Eighteenth Century, 1971-72, 6 vol.）によって、 本文の巻の総ページ数16142ページ、項目数は71709とされた。しかし、この項目数の数え方には現在見直しがなされており、その見直しが進めば、項目数はこれよりもさらに増えることは確実である。この点について詳しくは、Yoichi SUMI, Takeshi KOSEKI, « Pour une édition critique informatisée de l'Encyclopédie: quelques précisions sur les métadonnées », In Recherches sur Diderot et sur l'Encyclopédie, 44, 2009, pp. 207-218を参照。

## 所蔵

### 日本における所蔵
日本では大阪府立図書館や筑波大学、高知大学、放送大学、一橋大学、名古屋大学、慶應義塾大学などが百科全書全巻のコレクションを有している。ただし、真性のパリ版ではなく、1770年以降にジュネーヴで出版され、パリ版と酷似したジュネーヴ版を所蔵する図書館も多い。1960年代からジャック・プルーストやジョン・ラフ、シュワブらによる研究が進み、現代では両版の違い、さらにはパリ版間の違いがほぼ明確になっているが、日本の図書館の百科全書がそれらのどれに相当するか、精緻かつ網羅的に調査した研究はない。現状では慶應義塾大学図書館所蔵のパリ版が、世界的にも最も優れた版の一つと考えられている。

## 関連文献

### 原典訳
- 『百科全書―序論および代表項目』 桑原武夫（訳者代表）、岩波文庫、1971年 - 度々重版
「序論」＋以下の全16項目を編訳
哲学、体系、自然状態、自然法、政治的権威、主権者、親権、平和
マニュファクチュール、奢侈（しゃし）、力学、技術、慣習、インタレスチング、天才、美
- 『百科全書 序論 （ダランベール）』 佐々木康之訳、中央公論社「世界の名著」、1970年、新版・中公バックス1980年
- 『ディドロ著作集』全4巻、小場瀬卓三・平岡昇監修、法政大学出版局、1980‐2013年完結
  - 『第2巻 哲学II』野沢協・大友浩・中山毅訳
  - 『第3巻 政治・経済』井上幸治・安斎和雄・古賀英三郎・平田清明訳
  - 他は『第1巻 哲学 I』、『第4巻 美学・美術』（最終巻は鷲見洋一・井田尚監修）
- 『ディドロ「百科全書」産業・技術図版集』 島尾永康編・解説、朝倉書店、2005年
技術関係の図版約400余を精選し詳しく解説した大著
- 『フランス百科全書 図録編』 小学館 全4巻＋別冊・総索引 - 1979年の刊行時は約15万円
- 『フランス百科全書絵引』 平凡社、1985年 - ジャック・プルースト監修・解説、青木国夫ほか訳。大著
- 『十八世紀叢書』 国書刊行会（全10巻予定）、中川久定・村上陽一郎編者代表
各巻で「項目」が訳されている、完結時期は未定
1 『自伝・回想録　十八世紀を生きて』 1997年
2 『習俗 生き方の探求』 2001年
3 『幸福の味わい 食べることと愛すること』 1997年
6 『性－抑圧された領域』 2011年
7 『生と死　生命という宇宙』 2020年
10 『秘教の言葉 もうひとつの底流』 2008年

### 研究文献
- 桑原武夫（編著代表）『フランス百科全書の研究 1751－1780』 岩波書店、1954年 - 度々重版

京都大学人文科学研究所共同研究での初期研究。メンバーは編訳文庫版とほぼ共通
- ジャック・プルースト 『百科全書』 平岡昇・市川慎一訳、岩波書店、1979年。入門書の小著
- フランコ・ヴェントゥーリ 『百科全書の起源』 大津真作訳、<叢書・ウニベルシタス>法政大学出版局、1979年
- ダニエル・モルネ 『十八世紀フランス思想 ヴォルテール、ディドロ、ルソー』 市川慎一・遠藤真人訳、大修館書店、1990年
- 中川久定編『ディドロ 18世紀のヨーロッパと日本』 岩波書店、1991年

ジャック・プルースト他、18世紀研究者を招き催された学会論文・シンポジウム等の記録
- 中川久定 『啓蒙の世紀の光のもとで ディドロと「百科全書」』岩波書店、1994年。大著
- 市川慎一 『百科全書派の世界』 世界書院、1995年
- 市川慎一 『啓蒙思想の三態 ヴォルテール、ディドロ、ルソー』 新評論、2007年
- 鷲見洋一 『百科全書と世界図絵』 岩波書店、2009年
- 鷲見洋一 『編集者ディドロ　仲間と歩く『百科全書』の森』 平凡社、2022年 - 第74回読売文学賞（研究・翻訳部門）
- 寺田元一 『「編集知」の世紀 一八世紀フランスにおける「市民的公共圏」と「百科全書」』 日本評論社、2003年
- マドレーヌ・ピノー 『百科全書』 小嶋竜寿訳、白水社・文庫クセジュ、2017年。入門書の小著
- 逸見龍生・小関武史編『百科全書の時空　典拠・生成・転位』 法政大学出版局、2018年。日仏共同研究
- 井田尚 『百科全書　世界を書き換えた百科事典』 慶應義塾大学出版会〈世界を読み解く一冊の本〉、2019年。入門書